# Tổng công ty Cà phê Việt Nam
Tổng công ty Cà phê Việt Nam (VINACAFE) là doanh nghiệp được thành lập vào ngày 29 tháng 4 năm 1995 theo Quyết định số 251/TTg của Thủ tướng Chính phủ và được Thủ tướng Chính phủ phê chuẩn điều lệ tổ chức hoạt động tại Quyết định số 04/2008/QĐ-TTg ngày 9 tháng 1 năm 2008. Đây là một Tổng công ty Nhà nước có các đơn vị đặt trên địa bàn 15 tỉnh, thành phố trong cả nước và 1 đơn vị hoạt động tại Lào. Địa bàn trong nước chủ yếu tại vùng Tây Nguyên. Trong những năm qua, Tổng Công ty đã có nhiều đóng góp quan trọng phát triển kinh tế xã hội của vùng. Đây cũng là nhà cung cấp hàng đầu của Việt Nam về cà phê nhân - chiếm 30% thị phần xuất khẩu cà phê nhân của cả nước. Tổng Công ty còn có hệ thống các Trung tâm Thương mại dịch vụ VINACAFE trong các vùng sản xuất, tiêu thụ cà phê lớn, các đô thị lớn trong cả nước nhằm thúc đẩy thương mại và quảng bá thương hiệu.
Ngày 25 tháng 6 năm 2010, Thủ tướng Chính phủ ban hành Quyết định số 980/QĐ-TTg về việc chuyển Công ty mẹ - Tổng Công ty Cà phê Việt Nam thành công ty trách nhiệm hữu hạn một thành viên (TNHH MTV) do Nhà nước làm chủ sở hữu. Trụ sở chính của đơn vị đặt tại số 211-213-213A đường Trần Huy Liệu, P.8, Phú Nhuận, TP.Hồ Chí Minh.

## Lịch sử phát triển
Tổng Công ty Cà phê Việt Nam có tên giao dịch quốc tế là Viet Nam national coffee corporation (viết tắt là VINACAFE) được thành lập theo quyết định số 251/TTg ngày 29 tháng 4 năm 1995 của Thủ tướng Chính phủ. Tiền thân của Tổng công ty là Liên hiệp các xí nghiệp Cà phê Việt Nam được thành lập ngày 13 tháng 10 năm 1982. Tông công ty Cà phê Việt Nam là doanh nghiệp nhà nước dạng tập đoàn (TCT 91) trực thuộc Chính phủ, hoạt động từ tháng 9 năm 1995, gồm chủ yếu là các doanh nghiệp của Liên hiệp các xí nghiệp Cà phê Việt Nam và của một số địa phương khác. Hiện nay, theo đề án tái cơ cấu bộ máy, đơn vị là một doanh nghiệp nhà nước có quy mô lớn gồm các đơn vị phụ thuộc, 25 công ty con trực thuộc và các công ty khác mà Tổng Công ty nắm giữ cổ phần
Việc thành lập Công ty mẹ - Tổng Công ty Cà phê Việt Nam theo Quyết định số 1737/QĐ-TTg ngày 29/10/2009  trên cơ sở tổ chức lại Văn phòng Tổng Công ty Cà phê Việt Nam, Công ty Cà phê 719, Công ty Cà phê Buôn Hồ, Công ty Cà phê Iasao, Công ty Cà phê Đắc Uy, các đơn vị hạch toán phụ thuộc, đơn vị sự nghiệp và các chi nhánh.
Ngày 25/6/2010, Thủ tướng Chính phủ ban hành Quyết định số 980/QĐ-TTg về việc chuyển Công ty mẹ - Tổng Công ty Cà phê Việt Nam thành Công ty TNHH Một thành viên do Nhà nước làm chủ sở hữu.

## Bộ máy tổ chức

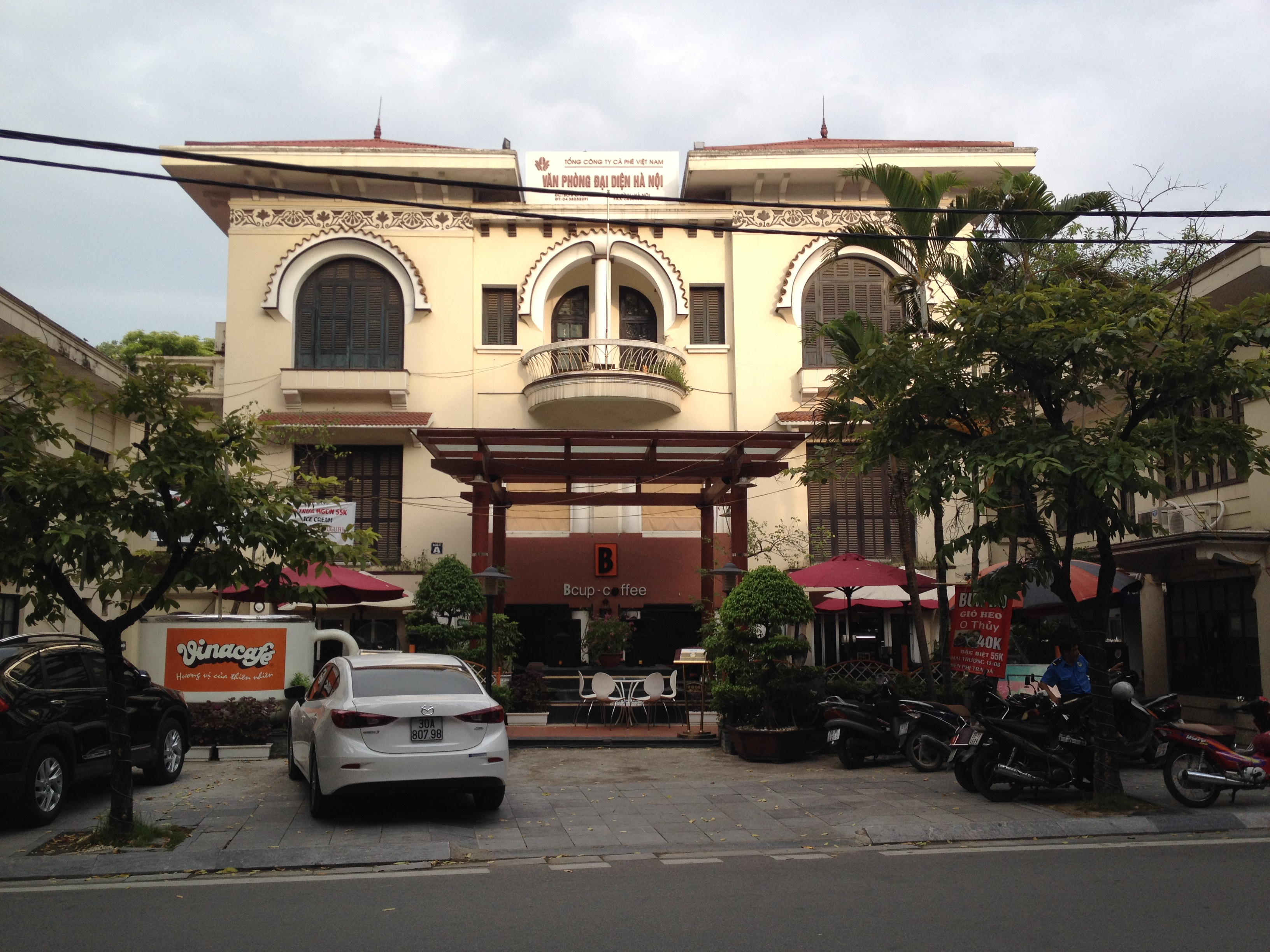
Văn phòng đại diện Tổng công ty Cà phê Việt Nam, 5 Ông Ích Khiêm, Hà Nội

Hội đồng quản trị của Tổng công ty Cà phê Việt Nam gồm 5 thành viên có nhiệm kỳ 5 năm, do Chính phủ bổ nhiệm là các thành viên chuyên trách trong đó có một Chủ tịch hội đồng quản trị, một phó chủ tịch, một thành viên kiêm trưởng ban kiểm soát, một thành viên kiêm tổng giám đốc, một thành viên quản lý trong lĩnh vực tài chính, kinh tế, quản trị kinh doanh và pháp luật. Hội đồng quản trị chịu trách nhiệm về quá trình phát triển của công ty.
Ban kiểm soát: Ban kiểm soát của công ty gồm có 3 thành viên do Hội đồng quản trị của công ty thành lập để giúp hội đồng quản trị kiểm tra, giám sát hoạt động điều hành của tổng giám đốc, bộ máy giúp việc và các đơn vị thành viên trong hoạt động tài chính, chấp hành điều lệ của tổng công ty, quyết định của hội đồng quản trị chấp hành pháp luật của nhà nước. Trong đó, có một thành viên là trưởng ban kiểm soát đồng thời là một thành viên của Hội đồng quản trị, 2 thành viên khác do hội đồng quản trị miễn nhiệm, khen thưởng, kỷ luật. Ban kiểm soát thực hiện nhiệm vụ do Hội đồng quản trị giao, chịu trách nhiệm và báo cáo công tác trước Hội đồng quản trị về chi phí hoạt động, kiểm soát, kể cả tiền lương và các điều kiện vật chất cho hoạt động của ban kiểm soát do Tổng Công ty bảo đảm.
Tổng giám đốc và các phó tổng giám đốc: Tổng giám đốc của Tổng Công ty do chính phủ bổ nhiệm, miễn nhiệm, khen thưởng và kỷ luật theo đề nghị của hội đồng quản trị với nhiệm kỳ là 5 năm. Tổng giám đốc là đại diện đương nhiên và hợp pháp của Tổng Công ty trong các quan hệ kinh doanh và trước Chính phủ. Giúp việc cho Tổng giám đốc có các phó tổng giám đốc, trong đó có một phó tổng giám đốc phụ trách hoạt động sản xuất khu vực Bắc Tây Nguyên, một phó giám đốc phụ trách khu vực Đắc Lắc, một phó giám đốc phụ trách Tổ chức cán bộ.
Ban tham mưu: Ban tham mưu được sắp xếp theo kiểu phân công chức năng, bao gồm có: 
- Văn phòng tổng công ty
- Ban tổ chức cán bộ thanh tra
- Ban tài chính kế toán
- Ban xuất nhập khẩu
- Ban kế hoạch đầu tư
- Các công ty trực thuộc: Hiện nay, tổng công ty có 58 đơn vị thành viên. Các đơn vị đều có con dấu riêng, được mở tài khoản tại các kho bạc nhà nước và các ngân hàng. Các thành viên gia nhập tổng công ty có trách nhiệm thực hiện điều lệ của tổng công ty.

### Công ty mẹ
Các đơn vị phòng ban:
- Văn phòng
- Ban Kiểm toán nội bộ
- Ban Tổ chức cán bộ
- Ban Pháp chế - Thanh tra
- Ban Tài chính - Kế toán
- Ban Kế hoạch - Đầu tư
- Ban Nông nghiệp
- Ban Kinh doanh Xuất nhập khẩu

### Công ty thành viên
Các chi nhánh và Trung tâm của Công ty mẹ 
| - Văn phòng đại diện tại Hà Nội (Số 5 Ông Ích Khiêm, Ba Đình, Hà Nội) - Công ty Kinh doanh Tổng hợp VINACAFE Quy Nhơn - Chi nhánh Tổng công ty tại Miền bắc - Chi nhánh Tổng công ty tại Đắk Lắk - Trung tâm Sản xuất Giống Lúa lai - Trung tâm Xuất nhập khẩu VINACAFE - Công ty XNK Cà phê Đà Lạt - Công ty Cà phê Đắc Hà |  |  |  |  |  |  |  |  |  |  |  |  |  |  |  |  |  |  |  |  |  |  |  |  |  |  |  |  |  |  |  |  |  |  |  |  |  |  |  |  | - Công ty Cà phê Đắc Uy - Công ty XNK Cà phê 331 - Công ty Cà phê Ia Sao - Công ty Cà phê Buôn Hồ - Công ty Cà phê 719 - Công ty cà phê 706 - Công ty cà phê Ia Sao I - Công ty cà phê Ia Sao II |

Tổng công ty nắm giữ 100% vốn điều lệ: 29 đơn vị
| - Công ty TNHH Một thành viên Cà phê Ia Blan - Công ty TNHH Một thành viên Cà phê Ea Bá - Công ty TNHH Một thành viên Cà phê Ia Grai - Công ty TNHH Một thành viên Cà phê Đắk Nông - Công ty TNHH Một thành viên Cà phê 721 - Công ty TNHH Một thành viên Cà phê 720 - Công ty TNHH Một thành viên Cà phê 716 - Công ty CP sản xuất kinh doanh phân bón - Công ty TNHH Một thành viên SX TM&DV Quảng Ngãi - Nông trường A Lưới |  |  |  |  |  |  |  |  |  |  |  |  |  |  |  |  |  |  |  |  |  |  |  |  |  |  |  |  |  |  |  |  |  |  |  |  |  |  |  |  | - Công ty TNHHMTV Cà phê 734 - Công ty TNHH Một thành viên Cà phê 704 - Công ty TNHH Một thành viên Cà phê 731 - Công ty TNHH Một thành viên Cà phê 705 - Công ty TNHH Một thành viên Cà phê Ia Châm - Công ty TNHH Một thành viên Cà phê Đ'rao - Công ty TNHH Một thành viên Cà phê Ea Tul - Công ty TNHH Một thành viên Cà phê 52 - Công ty TNHH Một thành viên Cà phê 715C - Công ty TNHH Một thành viên Cà phê 715B |  |  |  |  |  |  |  |  |  |  |  |  |  |  |  |  |  |  |  |  |  |  |  |  |  |  |  |  |  |  |  |  |  |  |  |  |  |  |  |  | - Công ty TNHH Một thành viên Cà phê 715A - Công ty TNHH Một thành viên Cà phê Ea Tiêu - Công ty TNHH Một thành viên Cà phê Chư Quynh - Công ty TNHH Một thành viên Cà phê Ea Ktur - Công ty TNHH Một thành viên Cà phê Ea H'Nin - Công ty TNHH Một thành viên Cà phê Việt Đức - Công ty TNHH Một thành viên Cà phê Việt Thắng - Công ty TNHH Một thành viên Cà phê Ea Sim - Công ty TNHH Một thành viên Cà phê 49 |

Tổng công ty nắm quyền chi phối: 8 đơn vị 
| - Công ty cổ phần giống cây trồng VINACAFE Tây Nguyên - Công ty cổ phần Sản xuất Kinh doanh Phân bón - Công ty cổ phần Giống Vinacafe - Công ty cổ phần Thương mại - Dịch vụ Vinacafe Đắk Lắk |  |  |  |  |  |  |  |  |  |  |  |  |  |  |  |  |  |  |  |  |  |  |  |  |  |  |  |  |  |  |  |  |  |  |  |  |  |  |  |  | - Công ty cổ phần VINACAFE Sơn Thành - Công ty cổ phần Thi công cơ giới Đồng Tâm - Công ty cổ phần VINACAFE Biên Hòa - Công ty cổ phần VINACAFE Đà Nẵng |

Các công ty liên kết: 8 đơn vị 
| - Công ty cổ phần xây dựng Quyết Thắng - Công ty cổ phần XNK Cà phê Intimex Nha Trang - Công ty cổ phần Cơ khí Vina Nha Trang - Công ty cổ phần XNK Cà phê Đức Nguyên |  |  |  |  |  |  |  |  |  |  |  |  |  |  |  |  |  |  |  |  |  |  |  |  |  |  |  |  |  |  |  |  |  |  |  |  |  |  |  |  | - Công ty cổ phần XNK nông sản 722 - Công ty cổ phần Mía đường 333 - Công ty cổ phần VINACAFE Việt-Lào - VINACAFE Buôn Mê Thuột |

## Chức năng nhiệm vụ
Chức năng của Tổng công ty cà phê Việt Nam như sau: 
- Quản lý, sử dụng vốn, đất đai, tài nguyên và các nguồn lực khác của nhà nước theo quy định của pháp luật.
- Đề ra các biện pháp đẩy mạnh tiêu thụ sản phẩm. Từ đó, có kế hoạch mở rộng sản xuất kinh doanh tạo điều kiện tăng thu nhập và việc làm cho cán bộ công nhân viên toàn công ty.
- Xuất khẩu hàng hoá theo nhu cầu của khách hàng
- Nhập khẩu một số sản phẩm phục vụ tiêu dùng và sản xuất trong nước.

Nhiệm vụ: 
- Thực hiện nhiệm vụ sản xuất, kinh doanh theo quy hoạch và kế hoạch phát triển, đầu tư, tạo nguần vốn, cung ứng vật tư, thiết bị trồng trọt, chế biến, tiêu thụ sản phẩm trong nước.
- Xuất nhập khẩu hàng hoá, tham gia liên doanh, liên kết với các tổ chức kinh tế trong và ngoài nước phù hợp với chính sách và pháp luật của nhà nước.
- Tổ chức đoàn cán bộ ra nước ngoài để tìm thị trường tiêu thụ, học hỏi kinh nghiệm sản xuất, kinh doanh
- Tổ chức quản lý công tác nghiên cứu và ứng dụng khoa học, công nghệ, đào tạo bồi dưỡng cán bộ và công nhân phục vụ cho sản xuất và kinh doanh.
- Quản lý và phân bổ chỉ tiêu chất lượng sản phẩm, chỉ tiêu xuất khẩu, nhập khẩu cho các đơn vị thành viên theo nguyên tắc bình đẳng và có chiếu cố thích đáng đến các đơn vị thành viên có gặp khó khăn trong sản xuất kinh doanh.
- Tổ chức cung cấp kịp thời, chính xác về thông tin thị trường, giá trong nước và cả thế giới cho các đơn vị thành viên.
- Quản lý giá xuất, giá nhập khẩu hàng hoá của Tổng Công ty, công bố giá sàn xuất khẩu cà phê, giá trần nhập khẩu thiết bị, vật tư phục vụ cho ngành ở thời điểm thích hợp để các đơn vị thành viên theo đó mà thực hiện, khắc phục được tình trạnh tranh mua, tranh bán.
- Kiểm tra, giám sát các hoạt động sản xuất, kinh doanh của các đơn vị thành viên.

## Ngành nghề kinh doanh
- Đầu tư, quản lý vốn đầu tư và trực tiếp sản xuất, kinh doanh trong các ngành, nghề, lĩnh vực chính là:
  - Trồng, sản xuất, kinh doanh cà phê, ca cao, cao su, tiêu, điều, mía, chè, cây lương thực và các loại cây công nghiệp khác; trồng rừng, khai thác lâm nghiệp, lâm sản và dịch vụ có liên quan; nuôi, trồng, khai thác thủy, hải sản và dịch vụ có liên quan.
  - Đầu tư công nghiệp chế biến nông sản: cà phê, chè, cao su, ca cao, tiêu, điều, đường, mật....
  - Sản xuất, kinh doanh phân bón, vật tư, hàng hoá tiêu dùng phục vụ sản xuất và đời sống.
  - Chăn nuôi gia súc, sản xuất, chế biến thức ăn gia súc, chế biến thực phẩm.
  - Sản xuất, kinh doanh các loại vật liệu xây dựng.
  - Xây dựng các công trình giao thông, thủy lợi, khai hoang, quảnlý, sử dụng và khai thác thủy nông, thủy điện.
  - Kinh doanh dịch vụ du lịch, dịch vụ lưu trú, khách sạn, dịch vụ ăn uống, quảng cáo.
  - Tư vấn đầu tư xúc tiến thương mại; kinh doanh kho bãi, vận tải hàng hoá và các thiết bị vận tải.
  - Đầu tư kinh doanh bất động sản, trung tâm thương mại, cho thuê văn phòng, cao ốc.
  - Đào tạo, chuyển giao kỹ thuật liên quan đến trồng, sản xuất, chế biến cà phê và các hàng hoá nông, lâm, thủy, hải sản; tư vấn, cung ứng xuất khẩu lao động.
  - Đầu tư vốn vào các công ty thành viên, công ty cổ phần, công ty trách nhiệm hữu hạn và các công ty khác hoạt động theo quy định của pháp luật.
  - Kinh doanh các ngành, nghề khác theo quy định của pháp luật.